# شهرستان چیه‌لی
شهرستان شیه‌لی یا شهرستان چیه‌لی (به قزاقی: Шиелі ауданы، شيەلى اۋدانى) یک شهرستان در قزاقستان است که در استان قزل‌اوردا واقع شده‌است. شهرستان چیه‌لی ۷۸٬۴۲۷ نفر جمعیت دارد.

## وجه تسمیه
در زبان قزاقی و سایر زبان‌های ترکی (مخصوصا ترکی قبچاقی) واژهٔ «چیه» به در فارسی به معنای آلبالو می‌باشد. این واژه، در تلفظ قزاقی به صورت «شیه» در می‌آید.
نام این شهرستان متشکل از واژهٔ «چیه» و پسوند «ـلی» به معنای دارا بودن است. در نتیجه، نام این شهرستان، «چیه‌لی» و به معنای منطقهٔ پر-آلبالو می‌باشد.